# Шуварляй
Шуварля́й (рос. Шуварляй, ерз. Шуварляй) — селище у складі Зубово-Полянського району Мордовії, Росія. Входить до складу Уголківського сільського поселення.
Населення — 31 особа (2010; 35 у 2002).
Національний склад (станом на 2002 рік):
- мокшани — 97 %